# هاسبرو ستوديوز
هاسبرو ستوديوز (بالإنجليزية: Allspark)‏ هي شركة إنتاج أفلام أمريكية، تأسست في 2009، يقع مقرها في بربانك، كاليفورنيا، تم تأسيسها بواسطة هاسبرو.

## روابط خارجية
- هاسبرو ستوديوز على موقع IMDb (الإنجليزية)